# Andrés Marzal de Sax

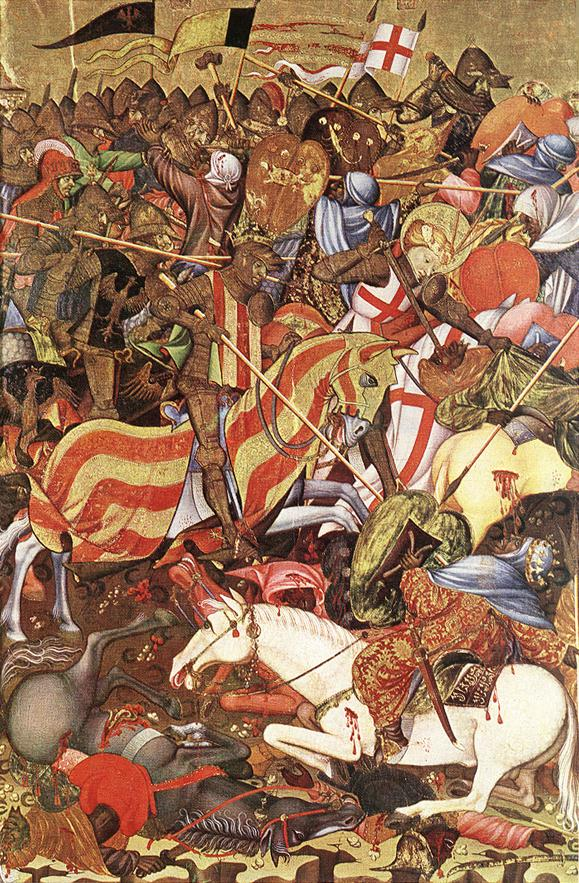
Batalla del Puig (hacia 1410/20), detalle del retablo de San Jorge.

Andrés Marzal de Sas (a veces, también escrito Marçal de Sax) es un pintor alemán posiblemente originario de Sajonia, establecido en la Corona de Aragón a finales del siglo XIV. Su llegada a Valencia —donde se documenta activo entre 1393 y 1420— marcó el inicio del gótico internacional en la Península.
Entre sus obras destacan La incredulidad de santo Tomás y, sobre todo, un Gran retablo de San Jorge, que se conserva en el Museo Victoria y Alberto de Londres. En él puede verse la lucha de san Jorge, bendecido por Dios, contra el dragón; su participación en la batalla del Puig junto al rey Jaime I el Conquistador, así como el martirio del santo.
En La batalla del Puig, el rey, coronado, viste sobreveste con la Señal Real, armas que también ostentan las gualdrapas de su montura. San Jorge, en segundo plano, con cabello rubio, luce la Cruz de San Jorge.